# گیاه‌پارچ × کوچینگ
گیاه‌پارچ × کوچینگ (نام علمی: Nepenthes × kuchingensis)، یک هیبرید طبیعی بین گیاه‌پارچ قمقمه‌ای و گیاه‌پارچ شگرف است. اگرچه نام آن از شهر کوچینگ در ساراواک گرفته شده است، اما این گیاه در سراسر بورنئو، گینه نو، شبه جزیره مالزی، سوماترا و تایلند پراکنش گسترده‌ای دارد.